# Elisabeth Pfund
Pour les articles homonymes, voir Pfund.
Elisabeth Pfund (aussi Elisabeth Pfund-Hess), née Vanil Vaness le 6 juin 1946 à Berne (Suisse) et morte le 25 février 2006 à Berne  (Suisse), est une danseuse, graphiste et photographe suisse.

## Biographie
Elisabeth Pfund fréquente l'école professionnelle de ballet de Berne et poursuit sa formation en ballet à Paris, Londres et Amsterdam. Elle participe à de nombreuses tournées et performances.
À partir de 1969, une collaboration artistique s'établit avec le graphiste suisse Roger Pfund. En 1970/1971, Roger et Elisabeth Pfund participent au concours de création de nouveaux billets de banque. La Banque nationale suisse se prononce finalement en faveur des billets d'Ernst &amp; Ursula Hiestand, les dessins de Roger et Elisabeth Pfund étant cependant pris en compte pour la conception de la série de réserve. En 1972, les projets de nouveaux billets pour la Banque nationale suisse sont présentés à la documenta 5 à Cassel dans le département Imagerie parallèle : iconographie sociale.
En plus de la danse, Elisabeth Pfund travaille également comme peintre, graphiste, photographe et illustratrice.
Elisabeth Pfund vivait à Lenk im Simmental.